# 喜安幸夫
喜安 幸夫（きやす ゆきお、1944年6月15日 - ）は、日本の作家。時代小説を多く執筆している。
中華民国生まれ。兵庫県姫路市出身。埼玉県新座市在住。国士舘大学政経学部卒。台湾大学政治研究所修了。
1998年『台湾の歴史』で第７回日本文芸家クラブノンフィクション賞受賞、2001年『はだしの小源太』『身代わり忠義』等で第30回池内祥三文学奨励賞受賞。
主な代表作：『台湾の歴史』、『大江戸番太郎』シリーズ（※木戸番人・杢之助を主人公とした時代小説の捕物シリーズで、廣済堂出版 → 光文社と出版社を跨いで継続している長期作品）。
日本文芸家クラブ、日本歴史時代作家協会会員、一般財団法人新鷹会理事。

## 著書

### 歴史書
- 『台湾島抗日秘史 日清・日露戦間の隠された動乱』原書房 1979
- 『台湾統治秘史 霧社事件に至る抗日の全貌』原書房 1981
- 『アジアの叛逆 内田良平慟哭の生涯』全貌社 1987
- 『台湾史再発見 石器時代から近代まで知られざる事跡の数々』秀麗社 1992
- 『台湾の歴史 古代から李登輝体制まで』原書房 1997

### 時代小説
大江戸番太郎事件帳シリーズ 広済堂文庫
1. 木戸の闇裁き 2002
2. 殺しの入れ札 2002
3. 木戸の裏始末 2003
4. 木戸の闇仕置 2004
5. 木戸の影裁き 2004
6. 木戸の隠れ裁き 2005
7. 木戸の闇走り 2005
8. 木戸の無情剣 2006
9. 木戸の闇同心 2007
10. 木戸の夏時雨 2007
11. 木戸の裏灯り 2008
12. 木戸の武家始末 2008
13. 木戸の悪人裁き 2009
14. 木戸の非情仕置 2009
15. 木戸の隠れ旅 2009
16. 木戸の因縁裁き 2010
17. 木戸の闇仕掛け 2010
18. 木戸の口封じ 2010
19. 木戸の悪党防ぎ 2011
20. 木戸の女敵騒動
21. 木戸の鬼火 2011
22. 木戸の闇坂（くらやみざか） 2012
23. 木戸の弓張月
24. 木戸の盗賊崩し 2012
25. 木戸の隣町騒動 2013
26. 木戸の幽霊始末 2013
27. 木戸の情け裁き 2014
28. 木戸の富くじ 2014
29. 木戸の誘拐騒動 2014
30. 木戸の隠れ仕事 2015
31. 木戸の明け烏 2015
32. 木戸の橋渡し 2015.9.26
33. 木戸の別れ 2015.12.21

大江戸木戸番始末シリーズ 光文社文庫
1. 両国の神隠し 2016.3.11
2. 贖罪の女 2016.7.12
3. 千住の夜討 2016.11.9
4. 狂言潰し 2017.3.9
5. 知らぬが良策 2017.8.8
6. 裏走りの夜 2017.11.9
7. 稲妻の侠 2018.3.9
8. ためらい始末 2018.7.11
9. 消せぬ宿命 2018.11.8
10. 両国橋慕情 2019.3.12

菅原幻斎怪異事件控シリーズ 徳間文庫
- 『菅原幻斎怪異事件控』2004
- 『死への霊薬 菅原幻斎怪異事件控」2005
- 『花嫁新仏 菅原幻斎怪異事件控」2007

献残屋シリーズベスト時代文庫
- 『献残屋悪徳始末』2005
- 『仇討ち隠し 献残屋悪徳始末」2006
- 『献残屋隠密退治」2006
- 『献残屋忠臣潰し」2007
- 『献残屋隠された殺意』2008
- 『献残屋秘めた刃』2008
- 『献残屋見えざる絆』2008
- 『献残屋火付け始末」2009

飾り屋盗賊闇裁きシリーズ 学研M文庫
- 『飾り屋盗賊闇裁き』2006
- 『かんざし慕情 飾り屋盗賊闇裁き』2006
- 『仇討ち慕情 飾り屋盗賊闇裁き』2007

『隠れ浪人事件控』学研M文庫
- 『隣の悪党 隠れ浪人事件控』2008
- 『悪徳掃除 隠れ浪人事件控」2009
- 『待伏せの刃 隠れ浪人事件控』2009

吉宗お庭番秘帳 ベスト時代文庫
- 『吉宗お庭番秘帳』
- 『江戸への嵐道 吉宗お庭番秘帳』2009
- 『暗殺街道 吉宗お庭番秘帳」2010

御纏奉行闇始末シリーズ 学研M文庫
- 『果てなき密命 御纏奉行闇始末」2010
- 『うごめく陰謀 御纏奉行闇始末』2010
- 『見えた野望 御纏奉行闇始末」2010
- 『迫りくる危機 御纏奉行闇始末 2011
- 『柳営の遠謀 御纏奉行闇始末』2011
- 『野望の果て 御纏奉行闇始末』2011

『はぐれ同心闇裁き』シリーズ 二見時代小説文庫
1. 『龍之助江戸草紙』2010
2. 『隠れ刃』2010
3. 『因果の棺桶』2011
4. 『老中の迷走』2011
5. 『斬り込み』2011
6. 『槍突き無宿』2012
7. 『口封じ』2012
8. 『強請（ゆすり）の代償』2012
9. 『追われ者』2013
10. 『さむらい博徒』2013
11. 『許せぬ所業』2013
12. 『最後の戦い』2014

岡っ引ヌウと新米同心シリーズ 学研M文庫
1. 『岡っ引ヌウと新米同心』2012
2. 『神楽坂の蛇」2012
3. 『猪鍋の夜』2012

隠密家族シリーズ祥伝社文庫
1. 『隠密家族』2012
2. 『逆襲』2012
3. 『攪乱』2013
4. 『難敵』2013
5. 『くノ一初陣』2014
6. 『日坂決戦』2014
7. 『抜忍』2014
8. 『御落胤』2015

隠密廻り裏御用シリーズ 学研M文庫
- 『女難の二人 隠密廻り裏御用』2013
- 『闇の仇討ち 隠密廻り裏御用』2013

見倒屋鬼助事件控 シリーズ 二見時代小説文庫
- 『朱鞘の大刀』2014 二見時代小説文庫
- 『隠れ岡っ引』2014
- 『濡れ衣晴らし』2015
- 『百日髷の剣客』2015
- 『冴える木刀』2015
- 『身代喰逃げ屋』2016

闇奉行シリーズ
- 『闇奉行影走り』祥伝社〈祥伝社文庫〉、2016年2月。
- 『闇奉行娘攫い』祥伝社〈祥伝社文庫〉、2016年9月。
- 『闇奉行凶賊始末』祥伝社〈祥伝社文庫〉、2017年1月。
- 『闇奉行黒霧裁き』祥伝社〈祥伝社文庫〉、2017年4月。
- 『闇奉行燻り出し仇討ち』祥伝社〈祥伝社文庫〉、2017年11月。
- 『闇奉行化狐に告ぐ』祥伝社〈祥伝社文庫〉、2018年2月。
- 『闇奉行押込み葬儀』祥伝社〈祥伝社文庫〉、2018年6月。
- 『闇奉行出世亡者』祥伝社〈祥伝社文庫〉、2018年10月。
- 『闇奉行火焰の舟』祥伝社〈祥伝社文庫〉、2019年2月。
- 『闇奉行切腹の日』祥伝社〈祥伝社文庫〉、2019年6月。

大江戸木戸番始末シリーズ
- 『両国の神隠し』光文社〈光文社文庫〉、2016年3月。
- 『贖罪の女』光文社〈光文社文庫〉、2016年7月。
- 『千住の夜討』光文社〈光文社文庫〉、2016年11月。
- 『狂言潰し』光文社〈光文社文庫〉、2017年3月。
- 『知らぬが良策』光文社〈光文社文庫〉、2017年8月。
- 『裏走りの夜』光文社〈光文社文庫〉、2017年11月。
- 『稲妻の俠』光文社〈光文社文庫〉、2018年3月。
- 『ためらい始末』光文社〈光文社文庫〉、2018年7月。
- 『消せぬ宿命』光文社〈光文社文庫〉、2018年11月。
- 『両国橋慕情』光文社〈光文社文庫〉、2019年3月。
- 『縁結びの罠』光文社〈光文社文庫〉、2019年7月。
- 『身代わりの娘』光文社〈光文社文庫〉、2020年2月。
- 『最後の夜』光文社〈光文社文庫〉、2020年6月。
- 『旅路の果てに』光文社〈光文社文庫〉、2021年1月。

新・木戸番影始末シリーズ
- 『潮騒の町』光文社〈光文社文庫〉、2021年6月。
- 『魚籃坂の成敗』光文社〈光文社文庫〉、2021年9月。
- 『駆け落ちの罠』光文社〈光文社文庫〉、2022年1月。
- 『門前町大変』光文社〈光文社文庫〉、2022年10月。
- 『幽霊のお宝』光文社〈光文社文庫〉、2023年2月。
- 『殺しは人助け』光文社〈光文社文庫〉、2023年6月。
- 『迷いの果て』光文社〈光文社文庫〉、2023年10月。
- 『近くの悪党』光文社〈光文社文庫〉、2024年3月。
- 『秘めた殺意』光文社〈光文社文庫〉、2024年7月。

隠居右善江戸を走るシリーズ
- 『つけ狙う女』二見書房〈二見時代小説文庫〉、2016年9月。
- 『妖かしの娘』二見書房〈二見時代小説文庫〉、2017年1月。
- 『騒ぎ屋始末』二見書房〈二見時代小説文庫〉、2017年5月。
- 『女鍼師竜尾』二見書房〈二見時代小説文庫〉、2017年9月。
- 『秘めた企み』二見書房〈二見時代小説文庫〉、2018年1月。
- 『お玉ケ池の仇』二見書房〈二見時代小説文庫〉、2018年5月。

北町同心一色帯刀シリーズ
- 『北町同心一色帯刀 1』KADOKAWA〈角川文庫〉、2017年2月。
- 『北町同心一色帯刀 2 背後の影』KADOKAWA〈角川文庫〉、2017年10月。

幽霊奉行シリーズ
- 『幽霊奉行』祥伝社〈祥伝社文庫〉、2019年12月。
- 『幽霊奉行 牢破り』祥伝社〈祥伝社文庫〉、2021年2月。

シリーズ外
- 『討ち入り非情 真伝・忠臣蔵』コスミック・時代文庫 2003 『真伝忠臣蔵』2007 学研M文庫
- 『仇討ち修羅街道 護持院ガ原始末帖』2004 コスミック・時代文庫
- 『吉右衛門の涙』2006 ワンツー時代小説文庫
- 『燃えよ駿府城』ミリオン出版 2006 大洋時代文庫
- 『非情の城 戦国女城主秘話』廣済堂文庫 2007、光文社文庫 2017
- 『忍び家族 1 出帆』2015 祥伝社文庫
- 『流離の姫 用心棒若杉兵庫』KADOKAWA〈角川文庫〉、2016年6月。

### 戦争小説
日本中国開戦シリーズ 学習研究社 歴史群像新書
- 『日本中国開戦 激震襲う台湾海峡』2006
- 『新日中戦争 尖閣諸島を奪回せよ!!』2007
- 『日中激戦2010 東シナ海艦隊決戦』 2008
- 『日中アジア大戦 新MDシステム始動』 2009 のち文庫
- 『日中海上決戦 尖閣・沖縄侵攻を阻止せよ』学研パブリッシング 歴史群像新書 2011 のち文庫
- 『2018尖閣決戦 中国空母打撃群を撃滅せよ!』学研パブリッシング 歴史群像新書 2014

その他
- 『中国崩壊 尖閣決断の日』電波社〈ヴィクトリーノベルス〉、2020年10月。ISBN 978-4-86490-198-7。
- 『日中尖閣大戦 1 開戦前夜』電波社〈ヴィクトリーノベルス〉、2021年6月。ISBN 978-4-86490-206-9。

### 翻訳
- 張茂森『台湾二千万人の選択 統一か独立か、李登輝総統の改革とその将来』面影橋出版 1993